# Convento de Regina Angelorum

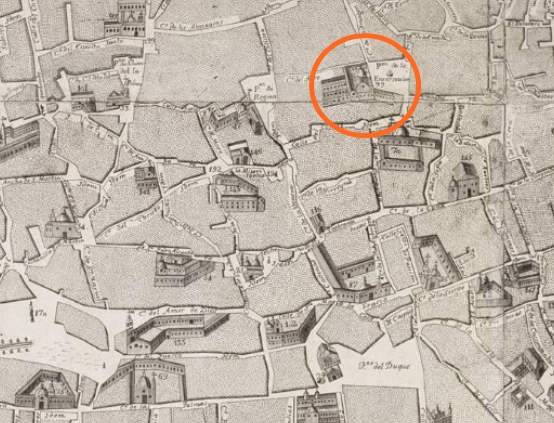
Convento de Regina Angelorum (señalado en naranja). Plano de Sevilla del asistente Pablo de Olavide de 1771

El convento de Regina Angelorum, perteneciente a la orden de los dominicos, se encontraba en Sevilla, Andalucía, España. Fundado en el siglo XVI, fue exclaustrado en 1835 y, tras acoger varios usos, fue derribado a comienzos del siglo XX.

## Historia
Guiomar de Castro, esposa de Pedro Manrique de Lara, duque de Nájera, dispuso en su testamento la fundación del Convento de Regina Angelorum, de monjas dominicas. Este fue fundado por su hija, Leonor Manrique de Lara y Castro, esposa de Francisco de Zúñiga y Pérez de Guzmán, I marqués de Ayamonte, en 1521 en unas casas cercanas al palacio familiar, en la collación de San Pedro. En este convento hubo doce monjas y una abadesa. No obstante, este se abandonó a los nueve años por falta de medios. Las religiosas se distribuyeron en otros conventos dominicos de la ciudad y las casas quedaron reservadas a hospedería para frailes.
Leonor dispuso en su testamento la fundación de un convento en estas casas. Su hija, Teresa de Zúñiga y Manrique de Lara, esposa de Francisco de Zúñiga Sotomayor y Portugal, conde de Belalcázar, procedió a la construcción de un convento de dominicos masculino y su correspondiente iglesia en 1553. Este nuevo convento mantuvo el título de Regina Angelorum. La iglesia tenía un acceso desde el palacio familiar. Teresa de Zúñiga y Francisco de Zúñiga Sotomayor y Portugal fueron enterrados en la capilla mayor.
En 1601 el convento fue dotado de un colegio de estudios generales. Fue suprimido en 1620 por falta de medios, aunque se siguieron impartiendo clases de Teología Moral.
El convento contó con el apoyo de los marqueses de Ayamonte y de otros miembros de la oligarquía local. En 1625 había en él unos 50 miembros. En una capilla de la iglesia tenía su sede la Cofradía del Santo Crucifijo y la Purísima Concepción de la Virgen, fundada por nobles sevillanos.
En 1613 el prior Domingo de Molina aconsejó a los dominicos de este convento que no iniciaran las predicaciones con la invocación a la Inmaculada. En septiembre de ese mismo año, uno de los frailes de esta comunidad predicó desde el púlpito en contra de la Concepción sin mancha de la Virgen. Por esto, los dominicos se granjearon las críticas de jesuitas, franciscanos, el arzobispo y el pueblo en general. Se imprimieron panfletos y se hicieron coplillas contra los dominicos. Los sevillanos mandaron una delegación a la Corte primero y a la Santa Sede después, logrando un breve de Pablo V de 1617 a favor de la Inmaculada Concepción que prohibía que se predicase lo contrario, lo que fue bien recibido en la ciudad.
A los pies de la nave del evangelio se encontraba la capilla de Nuestra Señora del Rosario, diseñada por Pedro Sánchez Falconete y Sebastián de Ruesta y construida por Juan González en 1659. Era de la Hermandad de la Virgen del Rosario, fundada por nobles sevillanos. Muchos de estos nobles pertenecieron a la Real Maestranza de Caballería de Sevilla, fundada en 1670, lo que llevó a que, finalmente, la hermandad se vinculase plenamente con esa institución.
Pedro Andrés de Guzmán y Portocarrero, V marqués de La Algaba, fue gobernador y capitán general de Orán, donde murió con heroísmo en combate el 9 de marzo de 1681. De sus restos solo pudo recuperarse la cabeza, que fue enterrada el 20 de octubre de 1687 en la capilla de Nuestra Señora del Rosario de este convento. En la actualidad se encuentra enterrada en la Real Maestranza de Caballería.
Con la invasión francesa de la ciudad en 1810 el convento fue exclaustrado y usado como cuartel. Cuando los franceses fueron expulsados regresaron los dominicos. Posteriormente, fue exclaustrado de nuevo en 1821, en el Trienio Liberal, instalándose en este inmueble la Sociedad Patriótica. En 1833 los dominicos pudieron regresar. El convento fue desamortizado en 1835. El convento desamortizado fue usado a lo largo del tiempo como fábrica de sombreros, almacenes y casa de vecinos.
La iglesia se mantuvo como templo católico hasta que fue derribada durante el régimen surgido de la Revolución de 1868. La capilla del Rosario se mantuvo. A comienzos del siglo XX la maestranza desalojó sus enseres de la capilla del Rosario. Esta fue derribada en 1905. Los enseres de la capilla del Rosario se encuentran en la capilla con la misma titular, construida en 1956, que la maestranza tiene junto a su sede. El retablo de la antigua capilla se encuentra en la nueva. Fue realizado por Pedro Roldán y Francisco Dionisio de Ribas en 1668. La reja de hierro forjado de la capilla fue diseñada por Pedro Roldán y realizada por Francisco de la Chica y Pedro Núñez en 1670. Se encuentra en la puerta del Príncipe de la plaza de toros de la Maestranza.
La iglesia estaba decorada con zócalos de azulejos, realizados en 1625 por el taller de la casa Valladares. Algunos de ellos, antes del derribo del templo en 1868, fueron llevados al Museo de Bellas Artes de Sevilla. La campana se llevó a la Iglesia de Omnium Sanctorum.
La iglesia tenía varios cuadros de los siglos XVI y XVII. Los cuadros La Virgen con san Pedro y san Pablo y santo Domingo arrodillado, de autor desconocido, y La Virgen con fray Lauterio y santos, realizado por Murillo entre 1638 y 1640, fueron expoliados por los franceses en 1810. El primero se encuentra en paradero desconocido y el segundo se encuentra en la actualidad en el Museo Fitzwilliam de Cambridge.
En la zona del convento se hicieron algunas reformas urbanísticas hasta los años 30 del siglo XX.
Este convento ha dado su nombre a la calle y al barrio en el que estuvo: calle Regina y barrio Encarnación-Regina.